# Аудитория сайта
Аудитория сайта — совокупность интернет-пользователей, посетивших интернет-сайт; общность людей, формируемая веб-проектом.
В зависимости от рассматриваемых временных рамок или регулярности посещений выделяются разные виды аудитории сайта: максимальная аудитория, нерегулярная аудитория, постоянная (недельная или месячная), активная аудитория, ядро аудитории. Количественные оценки этих групп интернет-пользователей учитываются веб-аналитикой.
Максимальная аудитория сайта за определенный период времени соответствует одному из основных показателей посещаемости сайта — количеству уникальных посетителей.
С качественной точки зрения, из аудитории сайта выделяется целевая аудитория сайта.
Основным методом качественного изучения аудитории интернет-ресурса является онлайн-опрос.
Для привлечения к веб-проекту аудитории с определенными характеристиками (возраст, пол, социальный статус) используются различные технологии продвижения ресурса: поисковая оптимизация, покупка и размещение ссылок (например, на биржах ссылок), реклама разных видов на уже популярных сайтах, организация специальных сетевых сообществ.

## Виды аудитории сайта

### Максимальная аудитория
Максимальная аудитория — посетители сайта, которые имели хотя бы единичный опыт посещения за исследуемый период.
Показатель максимальной аудитории позволяет оценить, сколько людей видело сайт. Объём максимальной аудитории, привлечённой в ходе рекламной кампании, есть полный охват рекламной кампании — один из основных её показателей. Именно на основе этих данных вычисляются многие стоимостные показатели: CPM, ROI (показатели сферы инвестиционного проектирования, отражающие скорость возврата вложенных средств) и другие.

### Постоянная аудитория
Постоянная, в частном случае недельная аудитория или месячная аудитория — посетители сайта, которые регулярно посещают сайт с некоторой периодичностью в течение заданного времени, например, недельная аудитория — все, кто посещает сайт минимум раз в неделю.
Определяется показателем частоты посещения сайта (Site Frequency). Измеряется в числе посещений сайта уникальным пользователем за единицу времени. Использование частоты посещения сайта для анализа эффективности интернет-рекламы характерно для сайтов с регулярно обновляющимся содержанием.
Особенно значим показатель постоянной аудитории для контент-проектов или сервисов, которые не имеют таких чётких индикаторов, как объём продаж или число регистраций. Соотнесение роста постоянной аудитории со стоимостью рекламной кампании даёт возможность оценить стоимость привлечения одного пользователя в ряды постоянной аудитории. Это, в свою очередь, позволяет рассчитать рентабельность рекламных мероприятий.

### Активная аудитория
Активная аудитория — посетители сайта, которые регулярно посещают сайт и проводят там не менее одного часа в неделю.
Как правило, именно этот показатель используется для изучения эффективности той или иной рекламной кампании, известность бренда, структура и объём аудитории. Грамотное сегментирование последней, кроме того, является оптимальным средством настройки системы внешних ссылок на сайт, таргетинга. По маршрутам и частоте возвратов на сайт активной аудитории определяются её потребности.

### Нерегулярная аудитория
Нерегулярная аудитория — посетители сайта, исключая тех, кто имел только единичный опыт посещения за исследуемый период[уточнить].

### Ядро аудитории
Ядро аудитории — посетители сайта, которые регулярно посещают сайт и проводят там не менее трёх часов в неделю.

## Зона влияния веб-проекта
Отличительной чертой в коммуникациях аудитории интернет-ресурсов является возможность коммуникаций «от одного ко многим» и «от многих ко многим».
Информация, распространяемая в рамках конкретного веб-проекта, доступна не только для тех, кто сам посещает сайт данного проекта. Через личные контакты и связи она доступна также и тем, кто сам не посещает веб-сайт, но может входить в целевую аудиторию сайта. Так возникает понятие зоны влияния веб-проекта.

## Оценка посещаемости сайта
Для количественного исследования аудитории сайта используются данные обращения к поисковым системам, каталогам, подсчет времени пребывания в сети и другие технические средства. Эти данные обобщаются специальными сервисами анализа посещаемости сайта, такими, как Google Analytics. Среди основных показателей посещаемости сайта учитываются количество посещений, количество уникальных посетителей, количество новых посетителей, и такие параметры поведения аудитории как средняя продолжительность посещения, средняя глубина просмотра и др.
В большинстве исследований по интернет-маркетингу используется понятие постоянной аудитории или постоянных пользователей. Выявление постоянной аудитории недоступно лог-анализаторам, в силу того, что без cookie-файлов (которые лог-анализаторы самостоятельно устанавливать пользователям не могут) идентификация пользователей значительно затруднена. Следовательно, для проведения такого рода анализа необходимо использование специальных программ простановки и учёта cookie-файлов.
В зависимости от используемой методики, тематики интернет-ресурса и частоты его обновления, подходы к выделению групп пользователей, возвращающихся на сайт с определённой частотой, могут различаться.

### Использование оценки аудитории
Частью исследования эффективности рекламных кампаний является изучение влияния рекламной кампании на объём и структуру аудитории сайта, его посещаемость и известность его торговой марки.
В зависимости от полученных данных строятся работа с аудиторией и последующие рекламные акции, так как степень знакомства потенциальной аудитории с предлагаемым продуктом определяет характер рекламных материалов.
Полученное разделение посетителей на группы «постоянных» и «случайных» имеет большое значение для анализа хода рекламной кампании. Например, если динамика отношения этих групп друг к другу смещается в сторону случайных посетителей, то очевидно, что рекламная кампания построена неправильно.
Показатели посещаемости интересны не только для анализа всего периода рекламной кампании, но также и в течение любого временного отрезка (показатель численности недельной аудитории наиболее удобен для оперативного анализа) до и в процессе рекламной кампании. Эти числа используются для планирования (при разработке плана рекламной кампании нужно знать регулярные показатели) и управления рекламными кампаниями, но также могут использоваться и для представительских (презентационных) целей.